# Pierre Schwarzenbach
Pierre Schwarzenbach (* 28. Januar 1950 in Zürich) ist ein Schweizer Geschäftsmann und Künstler.

## Leben
Pierre Schwarzenbach verlebte seine Kindheit in Bourgoin-Jallieu. Nach der Primarschule in Rüschlikon besuchte er das Freie Gymnasium Zürich und erlernte die Malerei im Atelier des Kunstmalers Klaus Däniker. Neben einem Praktikum 1969/70 in einer Textilfabrik in Quito arbeitete er als Metallplastiker und Pianist.
1970–1974 folgte ein Studium in Textildesign, Textiltechnik und Betriebswirtschaft an der HAW (Hochschule für angewandte Wissenschaften) für Textilberufe in Krefeld.
1975–1984 war er Président Directeur Général der Société Lyonnaise de Soiries, 1985–1992 Delegierter des Verwaltungsrats der Seidenweberei E. Schubiger und Cie. AG in Uznach, 1989–1998 Präsident der Seidensektion und Vizepräsident der International Association of Users of Artificial and Synthetic Filament Yarns of Natural Silk (AIUFFASS). 1992–1994 war er Delegierter des Verwaltungsrats der Firma Ludwig Abraham & Co. Seiden AG in Zürich und Art Director/President der Firma Abraham, New York, 1995–1998 Directeur Création Collections und Marketing des Groupe Perrin von Hermès.
1998–2001 arbeitete Schwarzenbach als Künstler in seinem Atelier in Mougins bei Cannes und war Leiter und Besitzer einer Kunstgalerie in Cannes. Seit 2004 ist er als Künstler in Zürich tätig.

## Werk
Schwarzenbach, der seinen Stil als postkonkrete Kunst bezeichnet, steht in der Tradition der Zürcher Schule der Konkreten und der Bildenden Kunst der Russischen Avantgarde. Er erweitert diese, indem er Flächen durch Struktur, Materialeffekte und Farbwahl in Schwingung versetzt.

## Ausstellungen

### Einzelausstellungen
- 2025: Postkonkret, Galerie Anna Bushumova, Zürich
- 2023: Post Concrete, Arte galerija, Belgrad
- 2021: Galerie Mise en Scène, Morges
- 2019: Galerie Malte Frank, Zug
- 2017: Galerie Thalberg, Zürich

### Gruppenausstellungen (Auswahl)
- 2024/2025: Max Bill und Künstler seiner Zeit – Kontinuität des abstrakten Denkens, Galerie Thalberg, Zürich
- 2015/2016: Auf Malevichs Spuren, Stiftung Arina Kowner, Zürich